# Elaphoglossum matthewii
Elaphoglossum matthewii là một loài dương xỉ trong họ Dryopteridaceae. Loài này được Moore. mô tả khoa học đầu tiên..
Danh pháp khoa học của loài này chưa được làm sáng tỏ. 